# 단 셰흐트만
단 셰흐트만(히브리어: דן שכטמן, Dan Shechtman, 1941년 1월 24일 ~ )은 이스라엘의 재료과학자이다.
1982년에 준결정 구조를 최초로 발견하였으며 이후 발견 및 관련 연구에 대한 공로로 2011년 노벨 화학상을 수상하였다.
현재 이스라엘 테크니온의 재료과학부 교수이며, 미국 에너지성의 에임스 연구소 및 아이오와 주립 대학교에도 겸직하고있다.
1981~83년 사이 존스 홉킨스 대학교에 연구 안식년으로 방문하여 연구를 수행하던 도중, 1982년 4월에 알루미늄과 망간의 합금에서 준결정 상태를 최초로 발견하였다.
이전에 이미 화학자들이 준주기성을 갖는 결정이 존재할 수 있을지도 모른다는 이론적 추측은 하였으나, 이후 실제로 그의 발견이 정식으로 인정되기까지 수 년간 학계에서 많은 부정적인 비평을 받았다.
라이너스 폴링은 "준결정 따위는 없다. 단지 준과학자 같은 것이 있을 뿐이다."라고 혹평하기도 하였다.